# Le Mémorial des Pyrénées
Le Mémorial des Pyrénées est un quotidien catholique qui paraît du 4 janvier 1830 au 1er juillet 1920 à Pau, en France. Ce quotidien prend la suite du Mémorial béarnais, fondé en 1804 par Émile Vignancour,.

## Historique
Émile Vignancour est un éditeur et poète béarnais de langue d'oc (béarnais) du XIXe siècle. Fils et petit-fils d'éditeur, il dirigea pendant des décennies l'imprimerie familiale Vignancour (qui était elle-même en continuité avec l'imprimerie Dupoux remontant à 1689) qui devint Marrimpouey par la suite et jusqu'à aujourd'hui.
Au début du XIXe siècle, l’imprimeur Vignancour est agréé par la préfecture des Basses-Pyrénées pour créer le premier journal local intitulé Journal des Pyrénées, rapidement renommé en Le Mémorial béarnais.
Le Mémorial devient en 1829 Le Mémorial des Pyrénées, journal adoptant des positions conservatrices et royalistes. Le journal se fait également l'écho de positions régionalistes.
À la fin du XIXe siècle, Le Mémorial des Pyrénées s'essouffle, en raison notamment de la séparation de l'Église et de l'État qui a pour conséquence une nouvelle orientation de la hiérarchie catholique et disparaît en 1911. Ainsi, en 1920, le quotidien annonce la cessation de ses activités, ne pouvant plus faire face à la hausse de ses couts.

## Personnalités
- Patrice O'Quin[8]